# ترور اسماعیل هنیه
اسماعیل هنیه، رئیس دفتر سیاسی و یکی از رهبران حماس، در ساعت ۱:۳۷ بامداد ۱۰ مرداد ۱۴۰۳ به وقت ایران (۳۱ ژوئیه ۲۰۲۴)، به همراه محافظ شخصی خود در تهران، پایتخت ایران، توسط یک حملهٔ منتسب به اسرائیل ترور شد.
هنیه پس از حضور در مراسم تحلیف رئیس‌جمهور ایران، مسعود پزشکیان، و پس از بازگشت به محل اقامت خود در پادگان امام علی وابسته به نیروی قدس سپاه پاسداران انقلاب اسلامی ترور شد. یکی از محافظان او نیز در این حمله کشته شد. وی چند ساعت پیش از این حمله، در روز سه‌شنبه ۹ مرداد ۱۴۰۳ با سید علی خامنه‌ای، رهبر جمهوری اسلامی ایران دیدار و گفت‌وگو داشت.
در ساعات اولیه، اعلام شد که علت مرگ هنیه توسط مقامات ایرانی و سپاه پاسداران انقلاب اسلامی در دست بررسی است. در همان ساعات، گزارش‌های متفاوتی دربارهٔ نحوه کشته شدن هنیه منتشر شد، از یک حمله موشکی تا یک وسیله انفجاری منفجر شده از راه دور که قبلاً در محل پنهان شده بود. روابط عمومی کل سپاه پاسداران انقلاب اسلامی در اطلاعیه شماره ۳ پیرامون ترور اسماعیل هنیه اعلام کرد: «با توجه به تحقیقات و بررسی‌های به عمل آمده، این عملیات تروریستی با شلیک پرتابه کوتاه‌برد با سر جنگی حدود ۷ کیلوگرمی، همراه با انفجار شدید، از خارج محدوده استقراری اقامت میهمانان صورت گرفته است».
هنیه در دانشگاه اسلامی غزه تحصیل کرد و در سال ۱۹۸۷ فارغ‌التحصیل شد. او مدتی به عنوان نخست‌وزیر تشکیلات خودگردان فلسطین و رئیس حماس در نوار غزه مسئولیت داشت. وی در سال ۲۰۱۷ رئیس دفتر سیاسی حماس شد. در سال ۲۰۱۸، وزارت امور خارجهٔ آمریکا، او را به عنوان تروریست جهانی تعیین کرد. قتل هدفمند هنیه، نشان‌دهندهٔ بالاترین قتل یک رهبر سیاسی حماس از زمان حمله ۷ اکتبر به رهبری حماس است. شماری از تحلیلگران، آن را یک شکست بزرگ برای نیروهای امنیتی جمهوری اسلامی ایران محسوب نمودند. این ترور پس از آن صورت گرفت که اسرائیل روز قبل یکی از فرماندهان حزب‌الله را در بیروت هدف قرار داد و نگرانی‌ها از تشدید درگیری‌های منطقه‌ای افزایش یافت. در ۱۰ آوریل ۲۰۲۴ سه پسر و چهار نوهٔ هنیه در حملهٔ هوایی اسرائیل به غزه کشته شدند.
با وجود درخواست برای انتقام‌گیری از اسرائیل، این اقدام صورت نگرفت. ۲ ماه بعد و پس از حمله اسرائیل به مقر حزب‌الله لبنان و قتل سید حسن نصرالله و عباس نیلفروشان از فرماندهان بلندپایه سپاه، بسیاری از مقامات از جمله مسعود پزشکیان و جواد ظریف گفتند که فریب وعده‌های غرب را خوردند که گفته بودند آتش‌بس قریب‌الوقوع است و به این بهانه ایران را از انتقام‌گیری منصرف کرده بودند.

## پیش‌زمینه

### اسماعیل هنیه

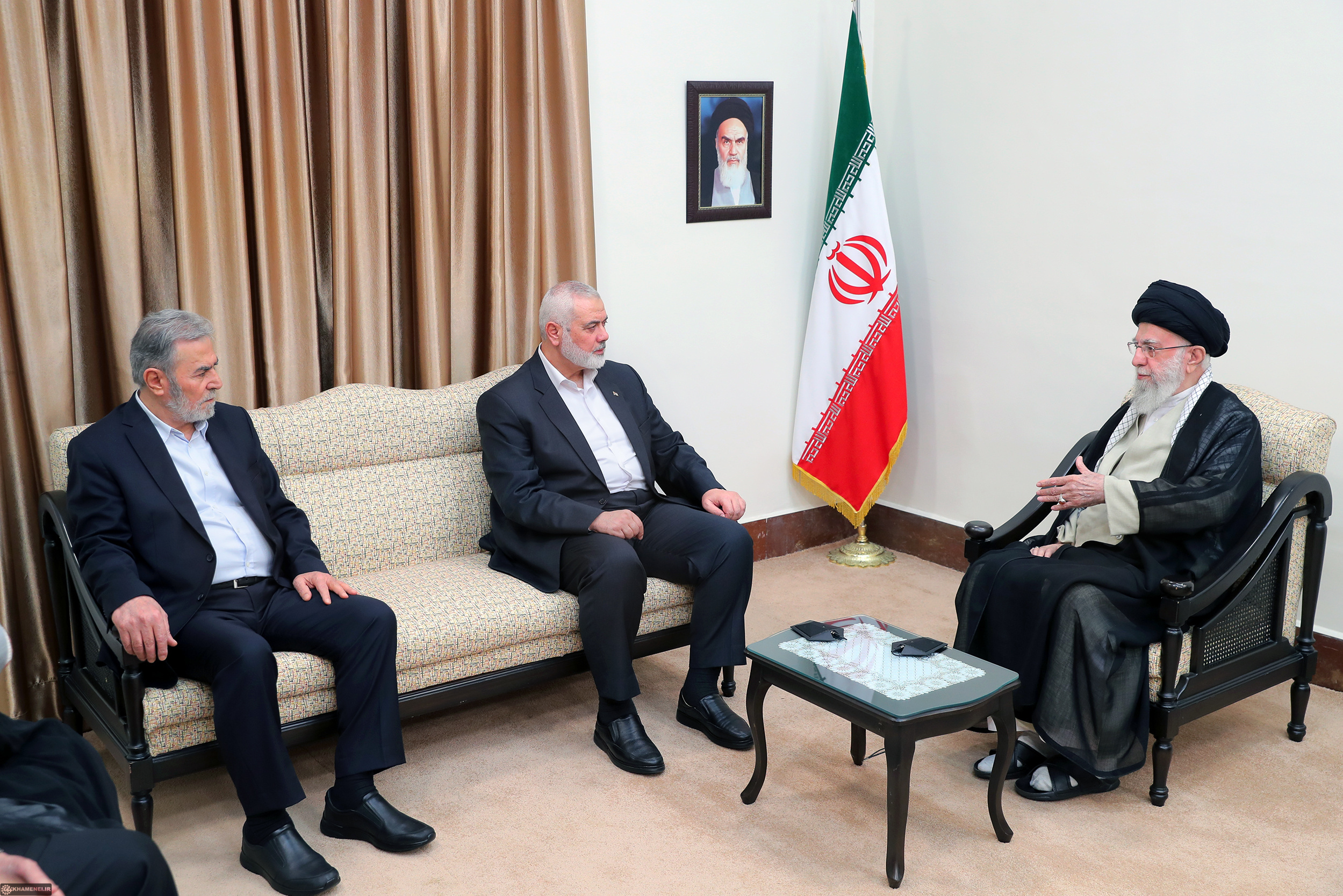
آخرین دیدار هنیه با سید علی خامنه‌ای، رهبر جمهوری اسلامی ایران، حدود چهارده ساعت پیش از ترور وی

اسماعیل هنیه رهبر سیاسی حماس بود که از زمان تأسیس حماس در پی انتفاضه اول علیه اشغالگری اسرائیل در سال ۱۹۸۷ یکی از اعضای برجسته آن بود و در سال ۲۰۱۷ به عنوان رئیس دفتر سیاسی حماس انتخاب شد. هنیه از سال ۲۰۱۹ و با خروج از نوار غزه در قطر زندگی می‌کرد. وزارت امور خارجه ایالات متحده در سال ۲۰۱۸ او را به عنوان تروریست جهانی تعیین شده ویژه معرفی کرد.
تصاویری از دفتر وی در دوحه پایتخت قطر نشان می‌دهد که هنیه به همراه دیگر مقامات حماس، در حال جشن گرفتن حمله حماس در ۷ اکتبر به اسرائیل و دعا و ستایش خداوند است. به گزارش دیلی تلگراف، هنیه به «چهره علنی» این حمله تبدیل شد و علناً آن را آغاز دوره جدیدی در درگیری فلسطین و اسرائیل توصیف کرد. هنیه در یک سخنرانی تلویزیونی به تهدیدات ادعایی به مسجد الاقصی، محاصره نوار غزه توسط اسرائیل و وضعیت اسفناک پناهندگان فلسطینی اشاره کرد: «چند بار به شما هشدار داده‌ایم که مردم فلسطین ۷۵ سال است که در کمپ‌های آوارگان زندگی می‌کنند و شما از به رسمیت شناختن حقوق مردم ما خودداری می‌کنید؟» وی ادامه داد که اسرائیل «که نمی‌تواند در مقابل مقاومت‌ها از خود محافظت کند»، نمی‌تواند از دیگر کشورهای عربی محافظت کند و «همه توافق‌نامه‌های عادی‌سازی که شما با آن نهاد امضا کرده‌اید نمی‌تواند مشکل [فلسطین] را حل کند.». در آوریل ۲۰۲۴، سه پسر و چهار نوه او در حمله هوایی در نوار غزه کشته شدند.
جروزالم پست گزارش داد که اگرچه گفته می‌شود هنیه در مذاکرات معامله گروگان‌گیری در طول گروگان‌ها عملگراتر از یحیی سنوار عمل می‌کند، اما او اغلب یک مانع مهم بوده است و برکناری او ممکن است در واقع رسیدن به توافق نهایی را تسهیل کند.
آخرین تصویر شناخته شده از هنیه که توسط رسانه‌های ایران گزارش شده است، در ۳۰ ژوئیه، یک روز قبل از مرگش، در یک نمایشگاه پارک موضوعی در تهران با نمادهای «محور مقاومت» گرفته شده است. در این عکس، زیاد نخاله، رهبر جهاد اسلامی فلسطین و گروهی از مردان که با ماکت قبه‌الصخره عکس گرفته‌اند، او را همراهی می‌کنند.

### انتقام از مقامات حماس
در پاسخ به حمله سال ۲۰۲۳ حماس به اسرائیل، اسرائیل اعلام کرد که رهبران حماس را هدف قرار خواهد داد. در ۲ ژانویه ۲۰۲۴، صالح العاروری معاون حماس در یک حمله هوایی در بیروت لبنان ترور شد. در ۱۳ ژوئیه ۲۰۲۴، اسرائیل تلاش کرد تا محمد ضیف، فرمانده نظامی حماس را ترور کند و نیروهای دفاعی اسرائیل مرگ او را در ۱ اوت اعلام کرد. ساعاتی قبل از مرگ هنیه، اسرائیل ترور فؤاد شکر، یکی از رهبران ارشد حزب‌الله در بیروت را اعلام کرد.

## ترور
گزارش اولیه ترور اسماعیل هنیه از سوی سپاه پاسداران انقلاب اسلامی منتشر شد که جزئیات محدودی در مورد شرایط مرگ وی ارائه کرد، گفته بود در اوایل ۳۱ ژوئیه رخ داده است و نشان می‌دهد که این حادثه در دست بررسی است. هنیه روز قبل از آن برای شرکت در مراسم تحلیف مسعود پزشکیان رئیس‌جمهور ایران، به ایران آمده بود. دستیار و محافظ هنیه، وسیم ابو شعبان نیز در این حمله فوت شد. به گفته حماس، هنیه در حمله «صهیونیست‌ها» به محل اقامت آنها کشته شد. اسرائیل از هرگونه اظهارنظر فوری خودداری کرد.
چندین رسانه ترک گزارش دادند که قاتل یک مأمور موساد به نام «آمیت ناکش» بود - گزارش‌هایی که ظاهراً با یک میم عبری که کلمه «هامیتناکش» (عبری: המתנקש‎ قاتل) را تقلید می‌کرد، گمراه شد.
در یک کنفرانس مطبوعاتی در ۳۱ ژوئیه، خلیل الحیه، مسئول حماس گفت: «هنیه در ملاء عام قابل مشاهده بود، بنابراین ترور او یک دستاورد اطلاعاتی نیست… ما منتظر تحقیقات کامل مقامات ایرانی هستیم.». سه مقام ایرانی این رخنه را به عنوان یک شکست اطلاعاتی و امنیتی فاجعه بار برای ایران و شرمساری بزرگ برای سپاه پاسداران انقلاب اسلامی توصیف کردند که از محوطه برای عقب‌نشینی، جلسات مخفیانه و پذیرایی از مهمانان برجسته‌ای مانند هنیه استفاده می‌کند.

### وسیم ابو شعبان
وسیم «ابو انس» ابو شعبان، دستیار و محافظ شخصی هنیه نیز کشته شد. ابو شعبان در سال ۱۹۸۸ در شهر غزه به دنیا آمد و از دانشگاه اسلامی غزه فارغ‌التحصیل شد. او در اوایل کار خود، دستیار سعید صیام، وزیر کشور در دولت هنیه اول بود. او که یکی از اعضای نیروی نخبه در گردان‌های عزالدین قسام بود، در حمله سال ۲۰۱۴ نهال اوز که در آن پنج سرباز اسرائیلی کشته شدند، شرکت کرد. در سال ۲۰۱۹، او سفر با هنیه را در خارج از نوار غزه آغاز کرد.

### محل
خبرگزاری فارس می‌گوید این حمله «مسکن‌های ویژه جانبازان در شمال تهران» را هدف قرار داده است؛ اما این موضوع توسط خبرگزاری تسنیم مورد مناقشه قرار گرفت. به گزارش امواج مدیا، هنیه در مجتمع کاخ‌موزه سعدآباد ترور شد، جایی که به‌طور غیرمنتظره تصمیم گرفته بود شب بماند. به گزارش نیویورک تایمز، هنیه در مهمانسرای سپاه در محوطه نشاط، در شمال غربی کاخ سعدآباد اقامت داشت. یکی از مقامات حماس به بی‌بی‌سی گفت که هنیه توسط سه تن دیگر از رهبران این گروه در ساختمان همراه بود. زیاد نخاله در همسایگی وی بود، اما اتاقش آسیب چندانی ندید. پرسنل پزشکی مستقر در محوطه بلافاصله به محل شتافتند، اما هنیه و ابو شعبان را مرده یافتند.

### روش
در حالی که نحوه کشته‌شدن اسماعیل هنیه در تهران هنوز مبهم است، در مورد چگونگی کشته شدن هنیه گزارش‌های متفاوتی منتشر شد.

#### شلیک پرتابه
سپاه پاسداران انقلاب اسلامی در اطلاعیه‌ای اعلام کرد که بنا به تحقیقاتش ترور اسماعیل هنیه در تهران از «خارج محدوده استقراری اقامت میهمانان» و «با شلیک پرتابه کوتاه‌برد با سرجنگی حدود ۷ کیلوگرمی، همراه با انفجار شدید» انجام شده است. در این گزارش همچنین اعلام شد که ترور توسط اسرائیل و با پشتیبانی ایالات متحده انجام گرفته است. سه مقام ایرانی ناشناس این رخنه را به عنوان یک شکست اطلاعاتی و امنیتی فاجعه بار برای ایران و شرمساری بزرگ برای سپاه پاسداران انقلاب اسلامی توصیف کردند.
المیادین، یک رسانه لبنانی با روابط نزدیک با حزب‌الله لبنان، گزارش داد که هنیه توسط موشکی که از خارج از ایران برخاسته بود، مورد اصابت قرار گرفته است. کانال ۱۲ اسرائیل و اسکای نیوز عربی گزارش دادند که این ترور یک حمله موشکی بود اما از داخل ایران شلیک شد.

#### کوادکوپتر
یکی از اعضای شورای عالی امنیت ملی به امواج مدیا گفت که پس از فاش شدن محل سکونت هنیه توسط محافظان وی از یک کوادکوپتر برای هدف قرار دادن هنیه استفاده شد.

#### انفجار بمب
نیویورک تایمز، بر اساس اطلاعات ارائه شده توسط چندین مقام خاورمیانه، از جمله دو ایرانی و یک مقام آمریکایی، گزارش داد که هنیه توسط یک بمب منفجره از راه دور که در اتاقش مخفی شده بود، ترور شد. آکسیوس گزارش داد که این بمب توسط عوامل موساد در خاک ایران منفجر شده است. این دستگاه تقریباً دو ماه قبل به مجتمع تحت حفاظت شدید قاچاق شده بود و پس از تأیید حضور هنیه در اتاقش منفجر شد. این گزارش به‌طور مستقل توسط جروزالم پست تأیید شد. یک مقام ایرانی، روایت نیویورک تایمز را کاملاً ساختگی و «ادای احترام به گوبلز» دانست.
به گزارش دیلی تلگراف، سپاه معتقد است که سه ماده منفجره در سه اتاق مجزای مهمانخانه توسط عوامل سپاه حفاظت انصارالمهدی که توسط موساد استخدام شده بودند، کار گذاشته شده است. این یگان وظیفه حفاظت از سران جمهوری اسلامی به جز رهبر و خانواده او را بر عهده دارد. در این گزارش همچنین آمده است که دو عاملی که در این قتل نقش داشتند، از قبل ایران را ترک کرده بودند.

### عوامل نفوذی
بنا به گفته دو ایرانی آشنا با تحقیقات، ایران در پاسخ به یک نفوذ عظیم و تحقیرکننده امنیتی که امکان ترور رهبر عالی حماس را داد، بیش از ۲۴ نفر، از جمله مقامات ارشد اطلاعاتی، مقامات نظامی، و کارمندان در یک مهمانسرای نظامی در تهران را دستگیر کرده است. مأموران تمامی تجهیزات الکترونیکی آنها و از جمله تلفن‌های شخصی آنها را ضبط کردند.
پس از ترور هنیه، ایران بیش از بیست نفر از جمله افسران ارشد اطلاعاتی، مقامات نظامی و کارمندان وابسته به سپاه پاسداران که در آن ساختمان کار می‌کردند را دستگیر کرد.

## پیامدها
در ۶ اوت، یحیی سنوار رسماً جایگزین هنیه به عنوان رهبر حماس شد.
به گفته نیویورک تایمز از یک مقام ایرانی، سید علی خامنه‌ای، دستور حمله مستقیم به اسرائیل را در پاسخ به این ترور صادر کرد. نخست‌وزیر اسرائیل بنیامین نتانیاهو تهدید کرد که اسرائیل برای هر تجاوزی بهای سنگینی خواهد گرفت. در کیهان تهران، حسین شریعتمداری استدلال کرد که انتقام باید شامل منافع آمریکا نیز باشد. رهبر حزب‌الله، سید حسن نصرالله وعده انتقام را بدون توجه به عواقب آن داده است. طبق گزارش‌ها، مسعود پزشکیان، رئیس‌جمهور تازه تحلیف‌شده، از خامنه‌ای خواست تا از حمله به اسرائیل خودداری کند و نسبت به عواقب شدید احتمالی برای اقتصاد و زیرساخت‌های ایران هشدار داد. ایالات متحده به ایران هشدار داد که حمله قابل توجه به اسرائیل می‌تواند خطری جدی برای دولت و اقتصاد تازه منتخب این کشور ایجاد کند.
در ۶ اوت گزارش شد که روسیه تحویل سامانه‌های پدافند هوایی اسکندر به ایران را آغاز کرده است.
چند ساعت پس از اعلام خبر مرگ هنیه، گردان‌های عزالدین قسام مسئولیت حمله با تیراندازی و چاقو در نزدیکی بیت عینون در شمال الخلیل در کرانه باختری رود اردن را بر عهده گرفت که در آن یک مرد اسرائیلی به شدت مجروح شد. آنها اعلام کردند که این حمله در تلافی ترور هنیه بوده است و نشان دادند که حملات بیشتری در منطقه الخلیل رخ خواهد داد. در ۴ اوت، دو غیرنظامی مسن اسرائیلی در حمله با چاقو در خولون توسط یک فلسطینی سلفی کشته شدند. حماس از جمله دلایل دیگر، این حمله را «پاسخی طبیعی» به ترور هنیه توصیف کرد.
دبیر شورای امنیت روسیه، سرگئی شویگو و وزیر خارجه اردن برای مذاکره بر سر این اقدام تلافی جویانه به ایران سفر کردند. فرمانده فرماندهی مرکزی ایالات متحده آمریکا با رئیس ارتش اسرائیل برای آماده شدن در برابر انتقام‌جویی ملاقات کرد. فرماندهی مرکزی ایالات متحده آمریکا استقرار یک اسکادران اضافی از لاکهید مارتین اف-۲۲ رپتور را از گروه عملیاتی بال اول جنگنده اعلام کرد؛ ۴٬۰۰۰ تفنگدار دریایی و ۱۲ کشتی به عنوان بخشی از گروه استرایک ۹ در منطقه مستقر شدند. در خلیج فارس و سه کشتی تهاجمی دوزیست کلاس واسپ، دو ناوشکن و یگان اعزامی دریایی بیست و ششم به عنوان بخشی از گروه آماده دوزیست یواس‌اس واسپ در شرق دریای مدیترانه مستقر شدند. گروه حمله حامل ۳ شامل یواس‌اس آبراهام لینکلن (سی‌وی‌ان-۷۲) و تعداد نامشخصی از رزمناوها و ناوشکن‌ها به همراه ایر وینگ ناین ناو نیز مستقر شدند که از اقیانوس آرام فرستاده شدند.
خطوط هوایی نظیر فلای‌دبی، دلتا ایرلاینز، ایر ایندیا، ایربالتیک، لوفت‌هانزا (از جمله برند آسترین ایرلاینز), ایتا ایرویز و یونایتد ایرلاینز پروازهای خود به اسرائیل را به حالت تعلیق درآوردند. به شهروندان فرانسوی دستور داده شد که ایران را ترک کنند و از سفر به آنجا خودداری کنند. ژاپن، نیوزیلند، استرالیا، ایالات متحده، بریتانیا شروع به تخلیه شهروندان خود از لبنان کردند.
قیمت نفت خام علیرغم تهدیدهای جنگ ۱ درصد کاهش یافت. در ۳ اوت، بازارهای سهام ایران ۱٫۱ تریلیون تومان از دست دادن سرمایه‌گذاری، معادل حدود ۳ درصد از ارزش بازار را گزارش کردند. یک هکر اسرائیلی ادعا کرد که داده‌های آی‌اس‌پی‌های ایرانی را دزدیده است؛ در حالی که ایران مدعی انجام یک حمله سایبری به فرودگاه بن گوریون شد.
ایران شروع به پارازیت جی‌پی‌اس در حریم هوایی خود کرد. ارتش اسرائیل شروع به پارازیت سیگنال‌های جی‌پی‌اس در تل آویو کرد. شین بت پناهگاهی برای نخست‌وزیر بنیامین نتانیاهو آماده کرد و به ارتش اسرائیل دستور داده شد در صورت حمله ایران آماده حمله متقابل باشد. آنتونی بلینکن، معاون وزیر امور خارجه ایالات متحده، با وزرای خارجه جی۷ برای بحث در مورد تلاش‌های کاهش تنش در ۴ اوت صحبت کرد و منابع گفتند که او حمله ایران را «طی ۲۴ تا ۴۸ ساعت آینده» پیش‌بینی کرد. در ۵ اوت، وزیر امور خارجه اسرائیل، اسرائیل کاتز، گفت که همتای ایرانی او به وزیر امور خارجه مجارستان، پیتر سیارتو، پیام داده است که قصد دارند به اسرائیل حمله کنند.
در ۸ اوت، نوتام‌ها در حریم هوایی ایران و لبنان پخش شد. ایران به آماده‌سازی خود برای حمله به اسرائیل ادامه داد.

### فریب‌دادن ایران و عدم انتقام ترور

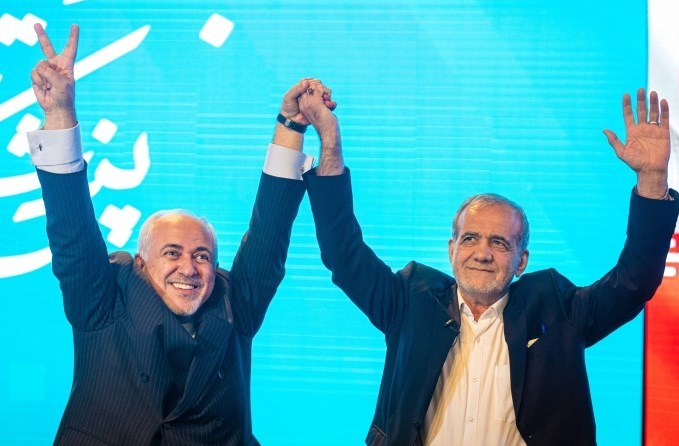
مهر ۱۴۰۳ مسعود پزشکیان و جواد ظریف گفتند که پس از ترور هنیه آمریکا و اروپا با وعده دروغ قریب‌الوقوع بودن آتش‌بس در جنگ غزه، ایران را از انتقام‌گیری برای ترور هنیه منصرف کرده‌اند.

انتقام‌گیری از اسرائیل به دلیل انجام ترور یک مقام بلندپایه و دفاع از بازدارندگی ایران؛ خصوصاً پس از رشته‌ای از ترورها مطرح گردید و برای مدتی تصویر کوچک متحرکی از هنیه با عبارت خون‌خواهی مهمان در تصویر تمام شبکه‌های صدا و سیمای جمهوری اسلامی ایران قرار داشت؛ اما تا مهر ۱۴۰۳ نیز اقدامی صورت نگرفت.
پس از حمله اسرائیل به مقر حزب‌الله لبنان که به قتل حسن نصرالله در کنار عباس نیلفروشان از فرماندهان بلندپایه سپاه انجامید؛ مسعود پزشکیان در ۸ مهر ۱۴۰۳ در جلسه هیئت دولت گفت: «چنین جنایتی بار دیگر ثابت کرد این رژیم جنایتکار به هیچ‌یک از موازین و چارچوب‌های بین‌المللی پایبندی ندارد. ادعاهای سران آمریکا و کشورهای اروپایی نیز که در ازای عدم پاسخ ایران به ترور شهید هنیه وعده آتش‌بس می‌دادند، تماماً دروغ بود و فرصت دادن به چنین جنایتکارانی صرفاً آنها را در ارتکاب به جنایات بیشتر جری‌تر خواهد کرد.» همچنین جواد ظریف در نشست سالانه مجمع عمومی سازمان ملل در نیویورک و طی یک مصاحبه گفت: «پس از ترور، جامعه جهانی از ما خواست که به منظور پایان دادن به جنگ غزه خویشتن‌داری کنیم، اما وعده یک توافق آتش‌بس هرگز محقق نشد.» علی مطهری نماینده ادوار مجلس نیز در توئیتی نوشت: «تعلل ایران در پاسخ به ترور اسماعیل هنیه در تهران در حالی که دنیا منتظر پاسخ ایران بود، باعث شد رژیم صهیونی جرئت پیدا کند که سید حسن نصرالله را هم ترور کند. ما فریب آمریکا را خوردیم که پی در پی پیام فرستاد که نزنید هفته دیگر آتش‌بس را برقرار می‌کنیم.»

## واکنش‌ها

### فلسطین
- حماس اظهار داشت که آنها برای مرگ هنیه که مدعی بود در «حمله خیانتکارانه صهیونیستها به محل اقامتش در تهران» کشته شد، عزادار شدند.[۹۴] موسی ابومرزوق، یکی از مقامات ارشد حماس، گفت که ترور هنیه «اقدامی بزدلانه بود که بیهوده نخواهد گذشت».[۹۵] یکی دیگر از مقامات ارشد، سامی ابوزهری، اسرائیل را به کشتن هنیه متهم کرد و گفت که هدف آن شکستن اراده حماس و فلسطینیان است.[۹۶]
- رئیس تشکیلات خودگردان فلسطین، محمود عباس، این قتل را محکوم کرد و آن را «اقدامی بزدلانه و تشدید شدید تنش» خواند. او همچنین خواستار اتحاد مردم فلسطین شد.[۳۱][۹۷][۹۸]
- فدا عبدالهادی ناصر، معاون ناظر دائمی فلسطین در سازمان ملل متحد، از جامعه بین‌المللی خواست که اسرائیل را از کشاندن خاورمیانه به «پرتگاه» بازدارد.[۹۹]
- حنان عشراوی، عضو سابق ساف، گفت که ترور هنیه به سبک گنگستری توسط اسرائیل برای «به التهاب انداختن تمام منطقه» انجام شده است.[۱۰۰]
- جهاد اسلامی فلسطین با انتشار بیانیه‌ای اعلام کرد که برای کشته‌شدن هنیه با ملت فلسطین و ملت عربی و اسلامی عزادار است.[۱۰۱]
- در ۲ اوت، مفتی اعظم سابق بیت‌المقدس، شیخ عکرمه سعید صبری، پس از اینکه در جریان خطبه‌ای در بخش شرقی بیت‌المقدس (اورشلیم)، از هنیه به عنوان «شهید» یاد کرد، توسط پلیس اسرائیل به مظنون تحریک «تروریسم» دستگیر شد.[۱۰۲]

### ایران

#### جمهوری اسلامی
- رهبر جمهوری اسلامی ایران، سید علی خامنه‌ای، پس از ترور، جلسه اضطراری شورای عالی امنیت ملی با مقامات ارشد ایران برگزار کرد.[۱۰] خامنه‌ای بعداً گفت: «رژیم جنایتکار و تروریست صهیونیستی با این اقدام خود زمینه مجازات سختی را برای خود فراهم کرد و ما وظیفه خود می‌دانیم که انتقام خون او را که در خاک جمهوری اسلامی ایران به شهادت رسیده است، بگیریم.»[۱۰۳] نیویورک تایمز به نقل از مقامات ایرانی گزارش داد که او دستور حمله مستقیم به اسرائیل را در پاسخ به این ترور داده است.[۵۳][۱۰۴]
- ناصر کنعانی سخنگوی وزارت امور خارجه این ترور را محکوم کرد و گفت که «خون هنیه هرگز هدر نخواهد رفت».[۱۰۵]
- مسعود پزشکیان رئیس‌جمهور، در واکنش به ترور اسماعیل هنیه اظهار داشت: جمهوری اسلامی ایران از تمامیت ارضی و عزت و حیثیت و افتخار و شرف خود دفاع و اشغالگران تروریست را از اقدام بزدلانه خود پشیمان خواهد کرد.[۱۰۶]
- سپاه پاسداران در اطلاعیه شماره ۲ اعلام کرد: «بی‌تردید جنایت رژیم صهیونیستی با پاسخ سخت و دردناک جبهه مقتدر و عظیم مقاومت به‌ویژه ایران اسلامی مواجه و برکات مجاهدت‌های «شهید القدس» دکتر اسماعیل هنیه در دفاع از آرمان و حقوق ملت فلسطین یاری‌بخش آنان خواهد بود.»[۱۰۷]
- امیر سعید ایروانی، سفیر ایران در سازمان ملل متحد، از شورای امنیت خواست تا اسرائیل را محکوم کند و گفت که ایران حق دارد در دفاع از خود به این کشتار پاسخ دهد که او آن را بخشی از «الگوی چندین دهه اسرائیل» توصیف کرد. تروریسم و خرابکاری که فلسطینی‌ها و دیگر حامیان آرمان فلسطین را در سراسر منطقه و فراتر از آن هدف قرار می‌دهد. او همچنین ایالات متحده را به مسئولیت این ترور متهم کرد.[۹۹]
- در پی این حادثه، دولت ایران سه روز عزای عمومی در کشور اعلام کرد.[۱۰۸]
- پرچم قرمز بر فراز مسجد جمکران در قم به اهتزاز درآمد و برج میلاد تهران در یک شب به رنگ قرمز روشن شد.[۱] بنر بزرگی در میدان فلسطین تهران نصب شد که پرتره ای از هنیه در کنار قبه‌الصخره را نشان می‌داد و پیامی به فارسی و عبری روی آن نوشته شده بود: «منتظر مجازات سخت باشید».[۱۰۹]

##### اپوزیسیون ایران
- رضا پهلوی در بیانیه‌ای نوشت که اسماعیل هنیه «اساساً هرگز نباید قدم به خاک ایران می‌گذاشت و حضور او در ایران، توهینی به کشور و ملت ما بود.»[۱۱۰]
- حامد اسماعیلیون در واکنش به کشته‌شدن هنیه نوشت: «او تروریستی بین‌المللی بود که به مهمان تروریست‌ها آمده بود اما نتوانست به سلامت آغوش حامیان خود را ترک کند. او فرسنگ‌ها دور از فاجعه در ناز و نعمت زندگی می‌کرد و دستش به خون بی‌گناهان بسیاری از جمله هموطنان فلسطینی خودش آلوده بود.»[۱۱۱]

### اسرائیل
- نیروهای دفاعی اسرائیل به سی‌ان‌ان گفتند که «به گزارش‌های رسانه‌های خارجی پاسخ نمی‌دهند».[۱۱۲] ارتش اسرائیل دستورالعمل‌های امنیتی جدیدی برای غیرنظامیان منتشر نکرد.[۷]
- آمیهای الیاهو، وزیر میراث فرهنگی، ترور را ستود و گفت که این ترور «جهان را کمی بهتر می‌کند»[۱۱۳][۱۱۴] و اینکه کشتن او «راه درست پاک کردن دنیا از این پلیدی است.»[۱۱۵][۱۱۶]
- ایدی کوهن، روزنامه‌نگار اسرائیلی در توییتی طعنه‌آمیز به زبان عربی نوشت «مردی جز نتانیاهو نیست، شمشیری جز اف-۳۵ نیست» که به حدیثی معروف در رابطه با علی ابن ابی‌طالب اشاره دارد.[۱۱۷] وی در توییتی دیگر نوشت «آیا فهمیدید که چه کسی هلی‌کوپتر را هدف قرار داد؟ همین که بفهمید کفایت می‌کند.»[۱۱۸][۱۱۹]
- وزیر دفاع یوآو گالانت خطاب به سربازان در یک باتری دفاع هوایی موشکی ختس گفت: «ما جنگ نمی‌خواهیم؛ اما برای همه احتمالات آماده می‌شویم».[۱۲۰]
- اسرائیل تدابیر امنیتی را در نمایندگی‌های دیپلماتیک و اماکن یهودی خود در سرتاسر جهان افزایش داد.[۱۲۱] امنیت نمایندگان اسرائیل در بازی‌های المپیک تابستانی ۲۰۲۴ به‌دلیل ترس از حملات احتمالی افزایش یافت.[۱۲۲]

### بین‌المللی
شورای امنیت سازمان ملل متحد در ۳۱ ژوئیه در پی این ترور یک جلسه اضطراری برگزار کرد که در آن چین، روسیه و الجزایر کشتن هنیه را محکوم کردند. آمریکا، بریتانیا و فرانسه در خصوص حمایت ایران از بازیگران «بی‌ثبات کننده» در خاورمیانه بحث کردند، در حالی که ژاپن در خصوص یک جنگ تمام عیار در منطقه ابراز نگرانی کرد. یکی از سخنگویان آنتونیو گوترش حملات اسرائیل به تهران و در بیروت علیه فؤاد شکر را یک «تشدید کردن خطرناک [تنش‌ها]» خواند. نماینده عالی اتحادیه اروپا در سیاست خارجی و امور امنیتی، جوزپ بورل، گفت این بلوک «اعدام‌های فراقانونی» را محکوم می‌کند، و اضافه کرد «هیچ کشوری، یا ملتی از بالا گرفتن بیشتر [تنش‌ها] در خاورمیانه سود نمی‌برد.»
- وزارت امور خارجه مصر گفت ترور هنیه نشان می‌دهد اسرائیل هیچ قصد سیاسی ای برای یک آتش‌بس ندارد.[۱۲۵]
- وزارت امور خارجه اردن این کشتار را محکوم کرد و به ملت فلسطین و بستگان کشته شدگان در این حمله تسلیت گفت.[۱۲۶]
- حکومت عراق قویاً این عملیات «تجاوزکارانه» را محکوم کرد و آن را نقض قوانین بین‌الملل و یک تهدید خواند.[۱۲۷]
- عمان نیز این ترور را «نقض آشکار قوانین بین‌الملل» خواند.[۱۲۸]
- ذبیح‌الله مجاهد سخنگوی حکومت اداره شده از سوی طالبان افغانستان هنیه را یک «رهبر باهوش و توانمند» خواند که فداکاری‌های قابل توجهی کرده. او اظهار داشت که امارت اسلامی دفاع از حماس را وظیفه اسلامی و انسانی خود می‌داند.[۱۲۹]
- قطر که هنیه پیشتر در آن اقامت داشت این ترور را محکوم کرد و آن را «جنایتی شنیع، یک تشدید خطرناک  [تنش‌ها]، و یک نقض آشکار حقوق بین‌الملل و بشردوستانه» خواند.[۱۳۰] نخست‌وزیر آن محمد بن عبدالرحمن آل ثانی اذعان کرد «میانجیگری چگونه می‌تواند موفق شود وقتی یکی از طرفین مذاکره کننده طرف دیگر را ترور می‌کند؟»[۱۳۱][۱۳۲]
- حزب‌الله لبنان روز چهارشنبه پس از کشته شدن اسماعیل هنیه، رهبر حماس در شبانه روز در تهران، پایتخت ایران، تسلیت خود را صادر کرد.[۱۳۳]
- محمد علی الحوثی، رهبر کمیته عالی انقلاب حوثی، این حمله را محکوم کرد و آن را «جنایت تروریستی شنیع و نقض آشکار قوانین و ارزش‌های آرمانی» خواند.[۱۳۴] مسلمانان نماز میت غیابی برای هنیه در صنعا اقامه کردند.[۱۳۵]
- جبهه پولیساریو در صحرای غربی این حمله را محکوم کرد.[۱۳۶]
- در موریتانی، دو تظاهرات گسترده در مقابل سفارت ایالات متحده و مسجد جامع در نواکشوت برگزار شد. معترضان این حمله را محکوم کردند و خواستار اخراج سفیر ایالات متحده در پاسخ به این حمله و حمایت مستمر ایالات متحده از اسرائیل در جنگ اسرائیل و حماس شدند.[۱۳۷][۱۳۸]
- در اندونزی رئیس‌جمهور جوکو ویدودو این ترور را خشونت سیاسی خواند و از بسیاری از افراد خواست آن را محکوم کنند.[۱۳۹][۱۴۰] وزارت امور خارجه اندونزی نیز این ترور را محکوم و آن را باعث بی‌ثباتی بیشتر در منطقه خواند.[۱۴۱] مسلمانان برای هنیه در مسجد استقلال، جاکارتا دعا کردند.[۱۳۵]
- حکومت مالزی این ترور را محکوم کرد و خواستار گفتگو شد.[۱۴۲] نخست‌وزیر سابق مهاتیر محمد سوگوار ترور هنیه شد و اظهار داشت «آنها ممکن است آقای هنیه را بکشند ولی ایده‌های او و آنچه او به آن باور داشت را نمی‌توانند بکشند».[۱۴۳]
- نخست‌وزیر پاکستان شهباز شریف ترور را «اقدامی وحشیانه» خواند که قوانین بین‌المللی را نقض می‌کند. او بعداً اعلام کرد که ۲ اوت روز عزای عمومی برای هنیه خواهد بود.[۱۴۴] شهباز و دیگر مقامات دولتی به‌صورت غیابی برای هنیه در خانه پارلمان اسلام‌آباد، نماز میت اقامه کردند. رئیس جماعت اسلامی پاکستان، حافظ نعیم الرحمن نیز به‌طور جداگانه نماز میت غیابی برای هنیه را اقامه کرد.[۱۳۵][۱۴۵] دولت پاکستان این ترور را محکوم کرد و نسبت به «ماجراجویی اسرائیل در منطقه» هشدار داد.[۱۴۶]
- رئیس‌جمهور ترکیه، رجب طیب اردوغان، کشتار همپیمان و «برادر» اش هنیه را محکوم کرد و اظهار داشت این حمله به منظور اخلال در جنبش فلسطینی صورت گرفته و «بربریت صهیونیستی به اهداف خود دست نخواهد یافت.»[۱۴۷] وزارت امور خارجه ترکیه این ترور «نفرت‌انگیز» را محکوم کرد و اعلام کرد حکومت نخست‌وزیر بنیامین نتانیاهو «هیچ قصدی برای دستیابی به صلح ندارد».[۱۴۸] ۲ اوت در ترکیه روز عزای عمومی برای هنیه اعلام شد.[۱۴۹] معاون سفیر ترکیه در اسرائیل پس از آن که پرچم ترکیه در سفارت این کشور در تل‌آویو برای هنیه به‌حالت نیمه افراشته درآمد، توسط وزارت خارجه اسرائیل احضار شد.[۱۵۰] مردم در نماز میت غیابی هنیه در مسجد جامع ایا صوفیه در استانبول شرکت کردند.[۱۳۵]
- در آمریکا، یکی از سخنگویان کاخ سفید اذعان کرد که گزارش‌هایی از مرگ هنیه را دیده‌اند، اما از ارائه هرگونه اظهارنظر فوری خودداری کرد.[۱۵۱] وزیر دفاع لوید آستین گفت فکر نمی‌کند یک جنگ گسترده‌تر در خاورمیانه اجتناب ناپذیر است و اضافه کرد این به شیوه دیپلماتیک حل و فصل خواهد شد و آمریکا در صورت حمله به اسرائیل به آن یاری خواهد کرد،[۱۰۱] و مجدداً به «تعهد خدشه ناپذیر» نسبت به امنیت اسرائیل تأکید کرد.[۱۵۲] رئیس‌جمهور جو بایدن گفت که ترور هنیه به مذاکرات برای آتش‌بس در نوار غزه کمکی نمی‌کند.[۱۵۳]
- حکومت آلمان خواهان «خویشتنداری حداکثری» و تنش زدایی شد.[۱۵۴]
- لین جیان سخنگوی وزارت امور خارجه جمهوری خلق چین این ترور را محکوم کرد و گفت دولت او «عمیقاً نسبت به این که این حادثه منجر به بی‌ثباتی بیشتر در وضعیت منطقه شود نگران است.».[۱۵۵]
- میخاییل بوگدانوف قائم‌مقام وزیر امور خارجه روسیه آن را «یک قتل سیاسی غیرقابل پذیرش» خواند.[۱۵۶] دمیتری پسکوف سخنگوی کرملین مسکو «قویاً» این کشتار که فرایند صلح در سراسر منطقه را تضعیف می‌کند را محکوم کرد.[۱۵۷]
- رانیل ویکرماسینگه، رئیس‌جمهور سری لانکا این ترور را محکوم کرد.[۱۵۸]
- خیرت ویلدرس سیاستمدار راست تندروی هلندی این ترور را تحسین کرد و نوشت: «شرش کم!»[۱۵۹]
- دولت مالدیو این ترور را محکوم کرد و از همه کشورها خواست تا «برای یافتن راه‌حلی فوری و پایدار برای بحران غزه با یکدیگر همکاری کنند».[۱۶۰]
- در مراکش، هزاران نفر در رباط با در دست داشتن پرتره‌های هنیه و برافراشتن پرچم‌های فلسطین در حالی که پرچم‌های اسرائیل را آتش زده بودند، تظاهرات کردند.[۱۶۱]
- امانوئل مکرون، رئیس‌جمهور فرانسه، از هر دو طرف خواست از خود خویشتنداری نشان دهند.[۱۶۲]

#### رسانه‌ها و تحلیلگران
- منابع متعددی این ترور را ناقض حقوق بین‌الملل و حقوق بین‌الملل بشردوستانه دانستند.[۱۶۳][۱۶۴]
- پیتر ریکتس مشاور سابق امنیت ملی بریتانیا، در بی‌بی‌سی این ترور را «نمایشی قوی از قابلیت اسرائیل به دسترسی به سرتاسر منطقه» خواند.[۱۶۵]
- سی‌ان‌ان خاطرنشان کرد که کشتن هنیه «ضربه مهمی» برای حماس بود که «در زمان سختی برای خاورمیانه» رخ داد و افزود که «آینده مذاکرات اسرائیل و حماس را نیز زیر سؤال می‌برد».[۱۶۶]
- نیک پاتون والش در مقاله‌ای که برای سی‌ان‌ان نوشت، این قتل را تحقیرآمیز برای ایران و احتمالاً برای سپاه پاسداران انقلاب اسلامی توصیف کرد که احتمالاً مسئول حفاظت از هنیه بوده است. وی خاطرنشان کرد که ترور دو شخصیت ارشد در گروه‌های مورد حمایت ایران، حزب‌الله و حماس، در عرض چند ساعت، حاکمیت ایران و تصویر آن به عنوان یک قدرت منطقه‌ای که قادر به محافظت از متحدانش است را به چالش می‌کشد و سؤالاتی را در مورد پاسخ احتمالی آن ایجاد می‌کند.[۱۶۷]
- جروزالم پست مرگ هنیه را شکستی بزرگ برای «تروریسم مورد حمایت ایران» توصیف کرد و افزود: «در حالی که برخی، ترور رهبر تروریست حماس را تشدید تنش می‌دانستند ولی واقعیت این است که مرگ او مقدار کمی عدالت به ازای جنایات ۷ اکتبر است.»[۱۶۸]
- آوی ایساچاروف، در مقاله‌ای برای یدیعوت اخرونوت، نوشت که انتظار می‌رود ترور هنیه واکنشی را از سوی ایران به دنبال داشته باشد، که ممکن است اقدامات خود را با توجه به پیامدهای احتمالی بر برنامه هسته ای خود به دقت بررسی کند. ایساچاروف معتقد است که حماس همچنان از شکست‌های قابل توجهی رنج می‌برد.[۱۶۹]
- ال پائیس خاطرنشان کرد که اسرائیل ایران را مسئول بی‌ثباتی در خاورمیانه می‌داند. از آنجایی که تهران از اقتصادی، نظامی و استراتژی حماس، حزب‌الله و حوثی‌ها حمایت می‌کند، این ترور پیام مضاعف اقدام علیه حماس و به علاوه انجام آن در ایران را می‌دهد.[۱۷۰]
- ایران اینترنشنال این ترور را در مقایسه با دیگر ترورها از این جهت منحصر به فرد تلقی کرد چرا که اسرائیل علاوه بر هنیه «حیثیت دستگاه امنیتی جمهوری اسلامی» را نشان کرده بود.[۱۷]
- نیویورک تایمز ترور را تحقیر تکان‌دهنده‌ای برای رهبری ایران توصیف کرد و گفت: «این ترور نه تنها یک فروپاشی اطلاعاتی و امنیتی بود، نه تنها یک شکست در محافظت از یک متحد کلیدی و نه مدرکی دال بر ناتوانی در مهار نفوذ به موساد و نه یک ضربه تحقیرآمیز، و شاید مهم‌تر از آن، این بود که اگر اسرائیل می‌توانست چنین مهمان مهمی را هدف قرار دهد، در روزی که پایتخت تحت تدابیر شدید امنیتی بود. حمله را در یک مجتمع بسیار امن مجهز به پنجره‌های ضد گلوله، پدافند هوایی و رادار انجام دهید، آنگاه هیچ‌کس واقعاً در امان نبود.»[۵۱]
- علی واعظ، مدیر ایران برای گروه بین‌المللی بحران، یک اندیشکده غیرانتفاعی برای تحقیقات و پیشگیری از درگیری، گفت: «این تصور که ایران نه می‌تواند از میهن خود محافظت کند و نه از متحدان کلیدی‌اش می‌تواند برای رژیم ایران کشنده باشد، زیرا اساساً به دشمنانش سیگنال می‌دهد که اگر نتوانند جمهوری اسلامی را سرنگون کنند، می‌توانند سر آن را از تن جدا کنند.»[۵۱]

#### سانسور در فضای مجازی
پست فیس‌بوک انور ابراهیم، نخست‌وزیر مالزی در رابطه با ترور توسط متا پلتفرمز، مالک فیس‌بوک حذف شد و او را بر آن داشت تا این شرکت رسانه‌های اجتماعی را به «بزدلی» متهم کند. وزیر ارتباطات، فهمی فاضل، از متا در مورد این حذف توضیح خواست. پس از آن، ترکیه دسترسی به اینستاگرام را مسدود کرد و مدیر ارتباطات ریاست جمهوری، فخرالدین آلتون، آن را به «سانسور» پست‌های سوگواری مرگ هنیه و سایر پست‌های مرتبط با حماس بدون دلیل مناسب متهم کرد.

## مراسم خاکسپاری

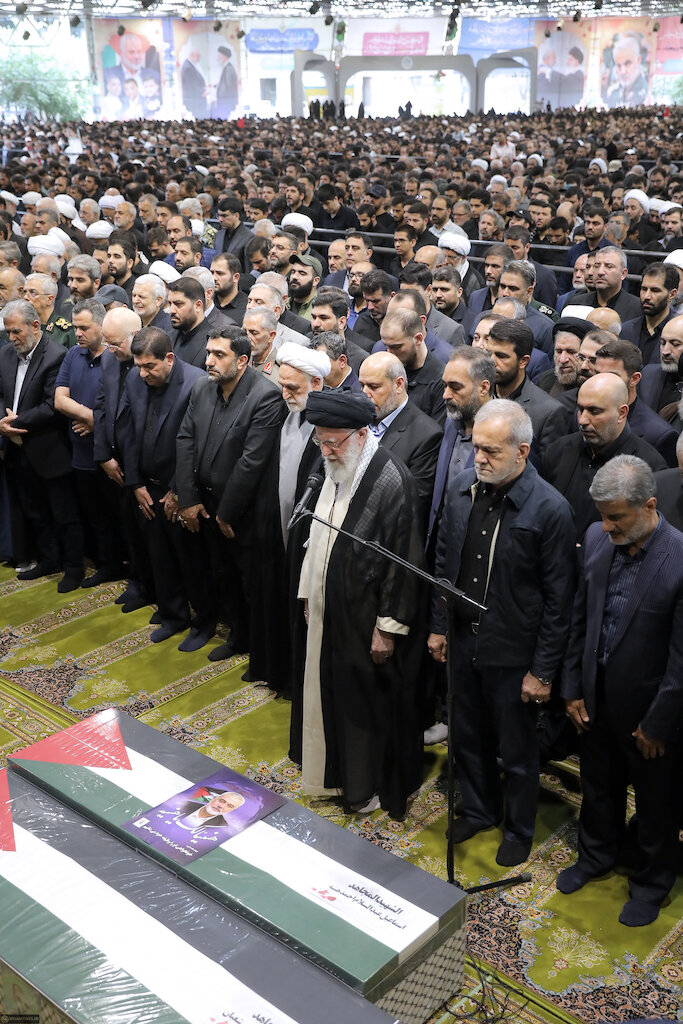
برگزاری نماز میت بر جنازه هنیه در دانشگاه تهران به امامت سید علی خامنه‌ای

در ۱۱ مرداد ۱۴۰۳، سید علی خامنه‌ای به همراه رهبران حماس و جهاد اسلامی، مسعود پزشکیان و دیگر مقامات ایرانی و در حضور جمع زیادی از هواداران حکومت، در دانشگاه تهران بر پیکر هنیه و محافظش نماز میت خواند. دو تن از پسران هنیه در این مراسم حضور داشتند و در حاشیه مراسم با سید علی خامنه‌ای صحبت کردند. بعد از نماز، مراسم تشییع با حضور مردم انجام شد. مردم لباس‌های سیاه پوشیده بودند و در دستان آنها پرچم‌های فلسطین، حزب‌الله لبنان و حماس و پوسترهای هنیه دیده می‌شد. بسیاری از مردم هنگام عبور از کنار تابوت‌ها گل پرتاب می‌کردند. از آنجا، اجساد هنیه و محافظش در یک تشییع پنج کیلومتری به میدان آزادی منتقل شدند.
بعد از تشییع در ایران، پیکر وی و همراهش برای تدفین به قطر منتقل شد. محمدرضا عارف، معاون اول ریاست جمهوری در راس هیاتی در این مراسم حاضر شد. بقایای هنیه برای مراسمی در مسجد امام محمد بن عبدالوهاب به دوحه برده و سپس در ۲ اوت در لوسیل به خاک سپرده شد. شیخ تمیم بن حمد آل ثانی امیر قطر، جودت یلماز معاون رئیس‌جمهور ترکیه، هاکان فیدان وزیر امور خارجه ترکیه و خلیل الحیه از اعضای دفتر سیاسی حماس در این مراسم در قطر شرکت کردند. هیئت‌های دیپلماتیک از پاکستان و مالزی و همچنین نمایندگانی از فتح و جهاد اسلامی فلسطین نیز حضور داشتند.